# 建昌翼龍屬
建昌翼龍屬（屬名：Jianchangopterus）是翼龍目喙嘴翼龍科的一屬，生存於侏儸紀中期的亞洲。化石是一個接近完整的頭顱骨與骨骼，發現於中國遼寧省西部的髫髻山組。在2002年，中國古生物學家呂君昌等人將這些化石敘述、命名。模式種是趙氏建昌翼龍（J. zhaoianus），屬名意為「建昌縣的翼」。